# Краснов, Андрей Олегович
Андрей Олегович Краснов (6 июля 1981 года) — киргизский футболист, нападающий. Выступал за сборную Кыргызстана.

## Клубная карьера
Начинал свои выступления в команде «Динамо» (Бишкек). В её составе молодой форвард становился чемпионом страны. Рассвет карьеры пришелся на выступления за «Дордой-Динамо». Вместе с ним Краснов выигрывал все национальные титулы, а также дважды побеждал в розыгрыше Кубка Президента АФК. Завершил свою карьеру нападающий в «Алге».
Всего в высшей лиге Кыргызстана забил 84 гола.

## Карьера в сборной
За сборную Кыргызстана Андрей Краснов дебютировал 3 декабря 2003 года против Пакистана в рамках отборочного турнира к Чемпионату мира 2006 года. В дебютной встрече форвард отметился голом, а его национальная команда победила со счетом 4:0. В 2006 году нападающий в составе Кыргызстана стал бронзовым призёром Кубка вызова АФК в Бангладеш. Всего за сборную Краснов провел семь игр, в которых отличился дважды.

## Достижения
Национальные
- Чемпион Кыргызстана (7): 1998, 1999, 2001, 2004, 2005, 2006, 2007.
- Обладатель Кубка Кыргызстана (4): 2001, 2004, 2005, 2006.

Международные
- Обладатель Кубка Президента АФК (2): 2006, 2007.
- Финалист Кубка Президента АФК: 2005.
- Бронзовый призёр Кубка вызова АФК: 2006.